# Batteri Roten

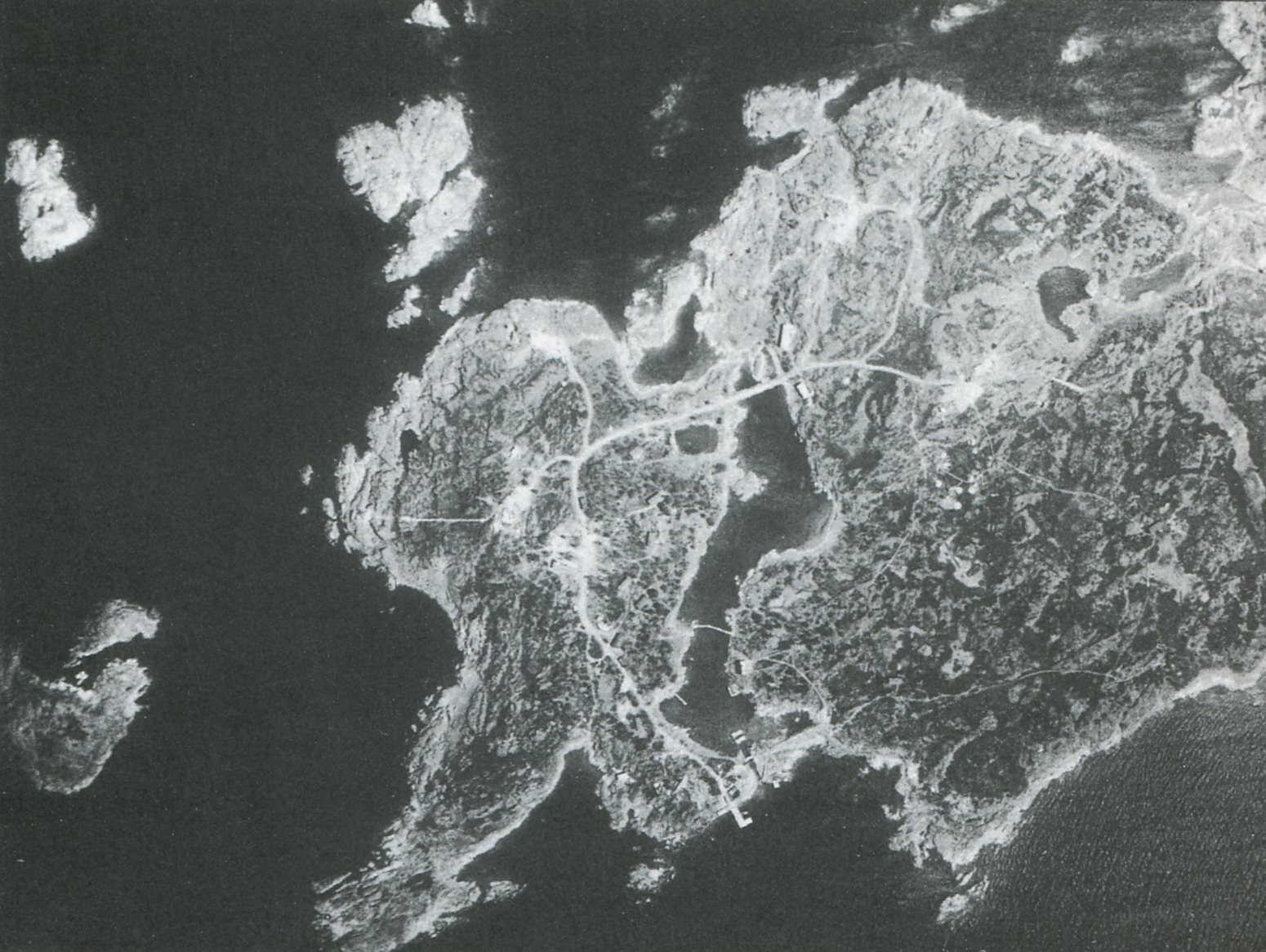
Flygfoto över Lilla och Stora Roten visande pågående arbeten för Batteri Roten 1940.
Norr är uppåt till vänster.

Batteri Roten var ett artilleribatteri på ön Stora och Lilla Roten i norra Stockholms skärgård. Anläggningen färdigställdes 1941 och ingick i den så kallade Havsbandslinjen. Roten spelade en stor roll i planläggningen för en eventuell svensk militär insats på Åland under andra världskriget. Rotens 15 cm pjäser skyddade också den minering som Sverige lade ut i Ålands hav. År 2001 togs Rotens kanoner bort av militären och öarna började städas upp.

## Bakgrund
Genom försvarsbeslutet 1936 flyttades kustartilleriets anläggningar allt längre ut till yttre havsbandet och den så kallade Havsbandslinjen började anläggas. Det var en kedja artilleribatterier ute till havs till stöd för flottans operationer och för att skydda Stockholm och östra Mellansverige. De byggdes delvis med medel ur Palmqvistska fonden till Stockholms befästande och med hjälp av arbetslösa.
Mellan 1936 och 1943 färdigställds knappt 50 batteriplatser i Stockholms skärgård. Batterier fanns bland annat på Stora Roten, Arholma, Korsö, Mällsten, Järflotta och på Öja som var linjens sydligaste batteri.
Åren 1940-1941 fanns det stora finska förväntningar om en svensk militär insats både på Åland och i norra delen av Finland. Batteri Roten spelade en stor roll i planläggningen för en sådan svensk militär insats som dock aldrig genomfördes. Den skulle delvis ske under skydd av Rotens fyra 15 cm pjäser. Rotens pjäser skyddade också den minering som Sverige lade ut i Ålands hav för att hålla bort sovjetiska ubåtar.

## Anläggningen

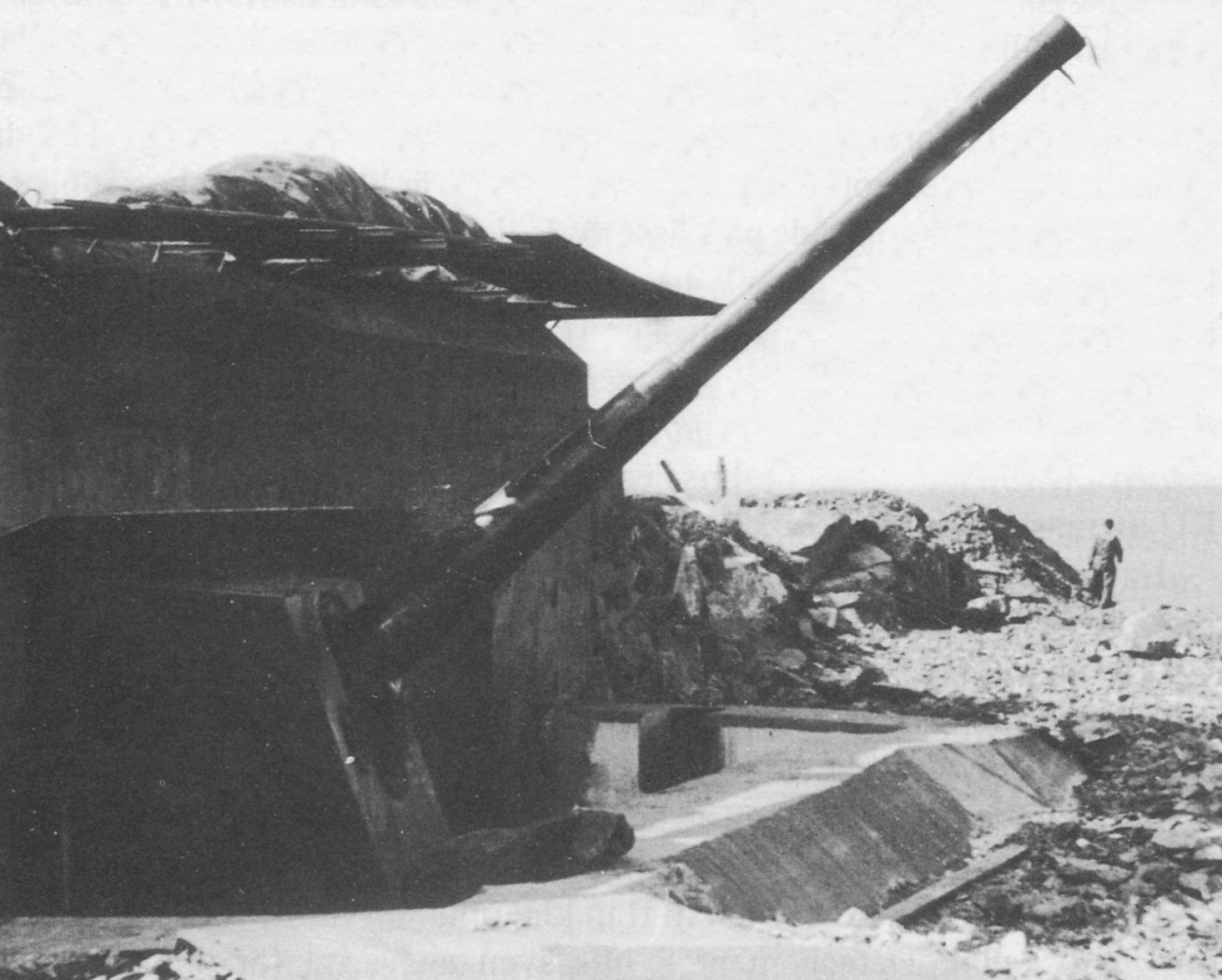
En av batteri Rotens 15 cm pjäser, 1940-tal.

I februari 1940 fattade regeringen beslut om byggandet av batterivärn Roten (RN) och i mars 1940 togs beslutet i marinförvaltningen att anordna ett 15 cm batteri å St. Roten å Södra Kvarken. Batteriet skulle försvåra fientligt framträngande genom Södra Kvarken och mot Singöfjärden. Kostnaden beräknades till 3,64 miljoner kronor men det blev 5,57 mkr. Under 1940 pågick en febril byggverksamhet på Stora och Lilla Roten och öarna runt omkring. Telegrafstyrelsen lade ut sjökablar för elkraft och telefoni från fastlandet och Tekniska Byggnadsbyrån Stockholm stod för anläggningsarbetena.
De tunga pjäserna som ursprungligen beställdes av Nederländerna (men konfiskerades av kronan efter den tyska invasionen) modifierades för svenska granater med nya eldrör och transporterades av Bofors på pråm från Värtahamnen ut till Stora Roten. Redan i augusti bemannades det fasta batteri RN och i november premiärsköts pjäserna. Anläggningen var helt klart 1941 och samma år 1941 rapporterade tysk riksradio om Rotens skjutningar och Rotens luftvärn avvisade tyskt flyg. Då bestod beväpningen av:
- Fyra 15,2 cm kustartilleripjäs m/40B i fullträffsäker värn, skottvidd 22 km
- Tre 57 mm kanon M/899B i fullträffsäker värn, skottvidd 6 km
- Två 40 mm luftvärnsautomatkanoner m/36 i fältlavettage
- En 40 mm luftvärnsautomatkanoner m/36 i dubbellavettage
- Fyra 20 mm luftvärnsautomatkanoner m/40 i fältlavettage
- Dessutom fanns två stridsledningscentraler och på öarna runtomkring låg mätstationer, observationsplatser och strålkastare.[5]

## Nedläggning
Havsbandslinjens batterier avvecklades under 1960-talet och ersattes av System ERSTA. Även på Roten planerades en sådan anläggning som skulle byggas inom serie 2 med den blev aldrig genomfört. Rotens kanoner var från 1941 men eldledningen moderniserats och kommandocentralen byggdes om för 100 miljoner kronor så sent som 1989. Efter slutet av Sovjetunionen och kalla kriget avskrevs invasionshotet från öst och fasta anläggningar ansågs inte ha någon uppgift i den moderna krigföringen. År 2001 demonterades batteriets pjäser och militären började städa och återställa öarna. 1944 byggdes 3 800 löpmeter stormhinder av taggtråd på Roten som man 56 år senare fick plocka bort för hand. Avvecklingen av Roten beräknas kosta 16 miljoner kronor.